# 王無競 (唐朝)
王無競（7世紀—8世紀）字仲烈，唐朝政治人物，先世為琅琊人，因官世徙東萊，南朝劉宋太尉王弘的十一世孫。
無競有家財，頗負氣豪縱，下筆成章。被朝廷任用為趙州欒城縣尉，三遷至監察御史，改殿中丞。有一次上朝，因當面批評宰相宗楚客和楊再思，被調為太子舍人。神龍（705年-707年）初，因斥責權幸，無競被外放為蘇州司馬。張易之被誅時（705年），無競因曾與他交往而受牽連，被貶廣州，後被仇家假借君命用棍打死。
無競有文名，與詩人陳子昂交好，全唐詩有收錄無競詩五首。

## 延伸阅读
[在维基数据编辑]
 《舊唐書/卷190中》，出自刘昫《舊唐書》
 《新唐書/卷107》，出自《新唐書》